# Schmielsdorf

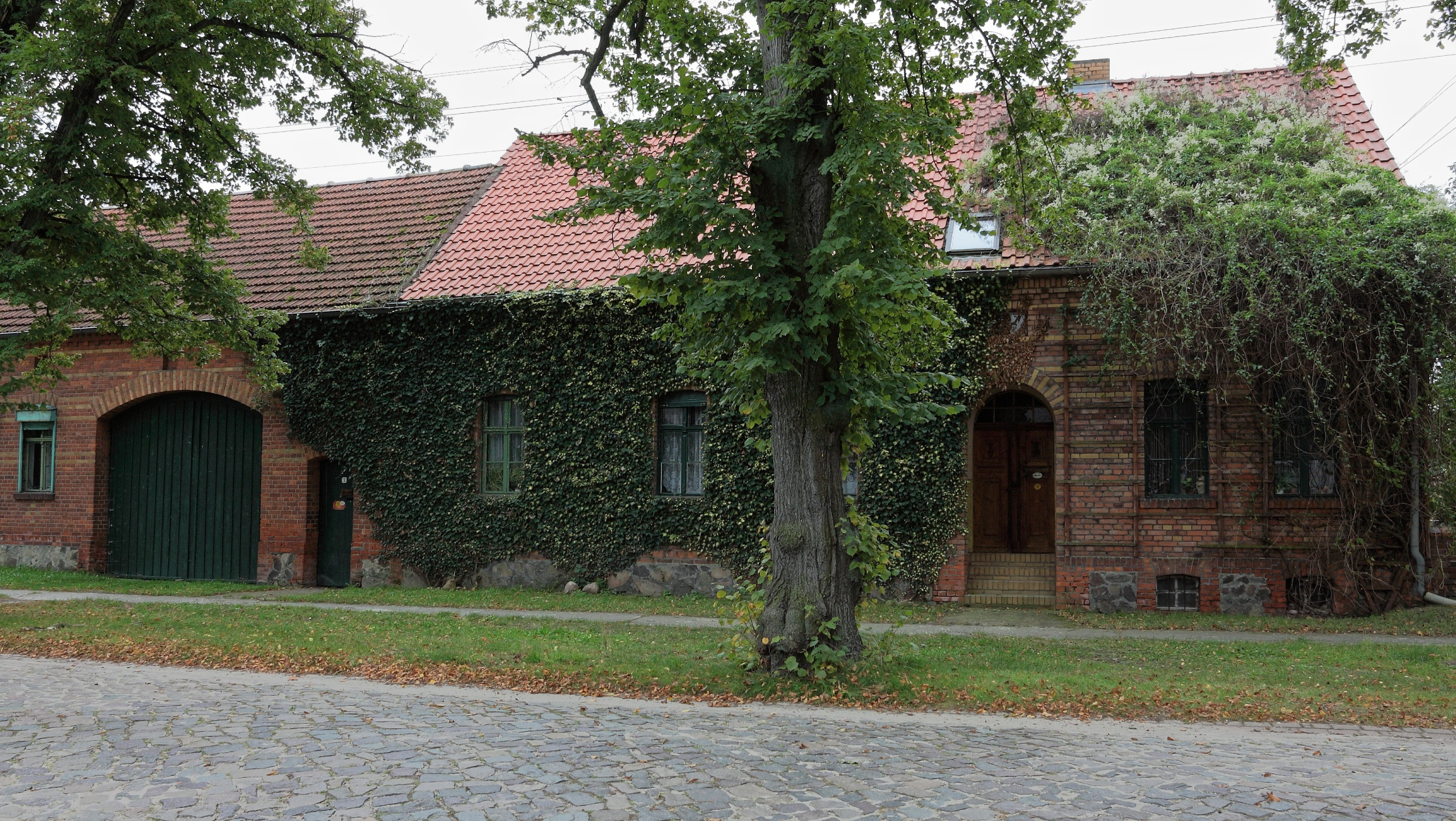
Bauerngehöft in Schmielsdorf

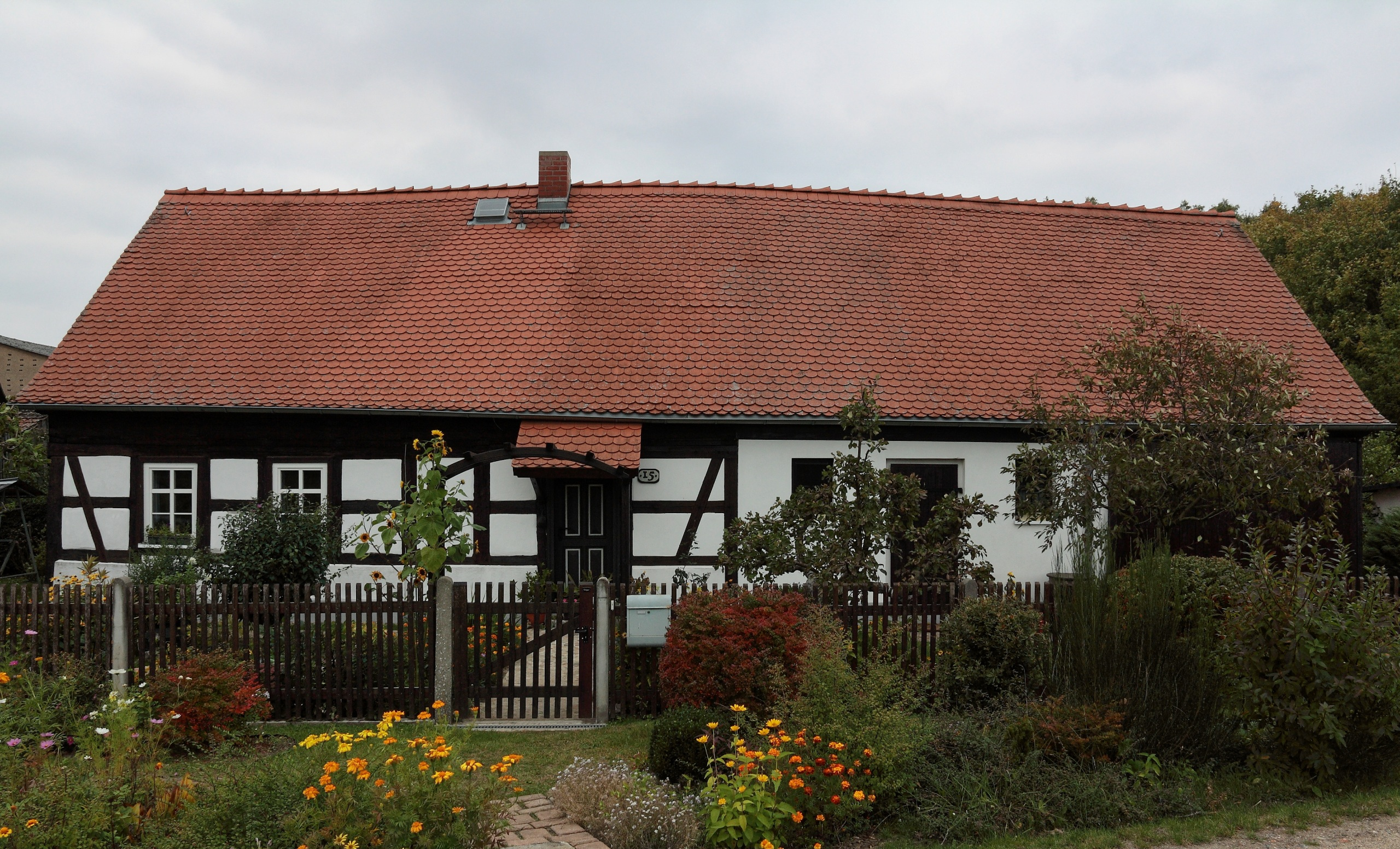
Wohnstallhaus in Schmielsdorf

Schmielsdorf ist ein bewohnter Gemeindeteil der Kernstadt von Schönewalde im Landkreis Elbe-Elster im Südwesten des Landes Brandenburg. Bis zum 31. Dezember 1973 war Schmielsdorf eine eigenständige Gemeinde.

## Lage
Das Sackgassendorf Schmielsdorf liegt im Süden des Fläming, etwa auf halber Strecke zwischen Jüterbog und Herzberg (Elster). Umliegende Ortschaften sind Ahlsdorf im Nordosten, Schönewalde im Südosten, Brandis im Südwesten, Horst im Westen sowie Hartmannsdorf und Stolzenhain im Nordwesten. Schmielsdorf liegt an einem Abzweig von der Landesstraße 72 und ca. sechs Kilometer östlich der Grenze zu Sachsen-Anhalt.

## Geschichte
Erstmals urkundlich erwähnt wurde der Ort im Jahr 1419 als Smylsdorff, der Ortsname geht auf einen sorbischen Personennamen zurück. Der Ort gehörte zum Amt Schweinitz und war daher seit seiner Ersterwähnung Teil des Kurfürstentums Sachsen. 1806 wurde das Kurfürstentum Sachsen zum Königreich Sachsen erhoben. Als Folge der Teilung des Königreiches Sachsen durch die Beschlüsse des Wiener Kongresses gehörte Schmielsdorf ab 1815 zur Provinz Sachsen im Königreich Preußen und wurde im folgenden Jahr dem Kreis Schweinitz im Regierungsbezirk Merseburg zugeordnet.
Bei den Volkszählungen 1875 und 1890 hatte Schmielsdorf jeweils 100 Einwohner. Nach der Auflösung der Provinz Sachsen am 1. Juli 1944 gehörte Schmielsdorf zur neuen Provinz Halle-Merseburg. Nach Ende des Zweiten Weltkrieges wurde der Ort Teil der Sowjetischen Besatzungszone und kam dort zum Land Sachsen-Anhalt. Ab 1949 gehörte Schmielsdorf zur DDR. Am 1. Juli 1950 wurde der Landkreis Schweinitz in Landkreis Herzberg umbenannt.
Bei der DDR-Gebietsreform am 25. Juli 1952 wurden das Land Sachsen-Anhalt und der Landkreis Herzberg aufgelöst und die Gemeinde Schmielsdorf kam an den verkleinerten Kreis Herzberg im Bezirk Cottbus. Am 1. Januar 1974 wurde Schmielsdorf nach Schönewalde eingemeindet. Nach der Wiedervereinigung gehörte der Ort zunächst zum Landkreis Herzberg in Brandenburg und zum 1992 gegründeten Amt Schönewalde. Der Landkreis Herzberg ging am 6. Dezember 1993 nach Fusion mit den Landkreisen Bad Liebenwerda und Finsterwalde im neuen Landkreis Elbe-Elster auf. Das Amt Schönewalde wurde 2001 aufgelöst.

## Einwohnerentwicklung
| Jahr | Einwohner |
| ---- | --------- |
| 1875 | 100       |
| 1910 | 90        |
| 1925 | 83        |

| Jahr | Einwohner |
| ---- | --------- |
| 1933 | 71        |
| 1939 | 64        |
| 1946 | 82        |

| Jahr | Einwohner |
| ---- | --------- |
| 1950 | 90        |
| 1964 | 79        |
| 1971 | 70        |

Gebietsstand des jeweiligen Jahres, ab 1981 mit Horst